# Єва Бертістл
Єва Бертістл (англ. Eva Birthistle; нар. 1 січня 1974 рік, Брей, Ірландія) — ірландська актриса. Найбільш відома за роллю Розін у фільмі «Ніжний поцілунок» (2004). Вона є лауреатом Премії Лондонського гуртка кінокритиків як найкраща британська акторка року " (2005) і двічі лауреатом премії IFTA як краща актриса (2004, 2007).

## Раннє життя та освіта
Бертістл народилася в Бреї, графство Віклоу, Ірландія, проте коли їй було 14 років, її сім'я переїхала в Деррі, Північна Ірландія. Бертістл виросла в католицькій сім'ї і відвідувала коледж Фойл. У підлітковому віці вона їздила в Дублін вивчати акторську майстерність в Школі акторської майстерності Гайеті.

## Кар'єра
У 1995 році Бертистл отримала першу роль на телебаченні: вона зіграла Реджину Кросбі в серіалі Glenroe, де знімалася до 1998 року. Тоді ж їй запропонували першу роль у художньому фільмі «День мертвих» (1997). Вона грала різні ролі в ірландських фільмах, серед яких фільм «Сира нафта» (1997) з Коліном Фарреллом, і телефільм «Опівнічне диво» (1998) з Мією Ферроу. У 2002 році вона з'явилася в докудрамі про Криваву неділю «Кривава неділя» з Джеймсом Несбітом у головній ролі.
У 2003 році вона знялася в телесеріалі «Довіра», а в 2004 році виконала головну жіночу роль Розін Ханлон у фільмі «Ніжний поцілунок» Кена Лоуча. Роль принесла Премію Лондонського гуртка кінокритиків як кращій британській актрисі року (2005). Вона з'явилася у фільмах «Сніданок на Плутоні» (2005), «Уяви нас разом» (2005), «Мідлтаун» (2006) Брайана Кірка і «Королі афери» (2007). У 2006 році вона також виконала роль адвоката у захисті прав людини Джейн Лейвері в телевізійній шпигунській драмі «Держава в державі». В кінці 2007 року відбулася прем'єра фільму «Нічний дозор» Пітера Грінуея про Рембрандта, в якому вона зіграла дружину художника, Саскію ван Ейленбюрх.
На початку 2008 року Бертистл з'явилася в драмі BBC «Останній ворог», зігравши роль молодшого міністра Елеонор Брук. У 2009 році вона зіграла Джанетт в останньому епізоді другого сезону популярного серіал BBC «Прах до праху». Вона також знялася у фільмі «Дітлахи» (2008).
У 2010 році вона виконала роль Аннетт Ніколлс трехсерийном міні-серіалі «Блудні дочки», а також з'явилася в ролі суперінтенданта-детектива Сари Кавандіш в останньому дев'ятому сезоні серіалу «Воскрешаючи мертвих». У 2011 році вона з'явилася у другому сезоні серіалу «удар» в ролі капітана Кейт Маршалл. У 2013 році вона зіграла в телефільмі «По сусідству з психопатом» з Анною Фріл. У 2015—2018 роках Бертістл грала в телесеріалі «Останнє королівство»: вона постала в ролі черниці і войовниці Хільди, друга головного героя Утреда Беббанбургського. У 2021 році виконала роль Ванесси Пітерс в телесеріалі «Доля: Сага Вінкс».